# 辽中区
辽中区是辽宁省沈阳市下辖的一个市辖区。位于辽宁省中部、沈阳市西南部、辽河中游。因在古代辽郡以西、辽水以东，宛在中央而得名。區人民政府駐蒲東街道濱水路26號。

## 行政区划
辽中区下辖4个街道办事处、16个镇：
蒲西街道、蒲东街道、茨榆坨街道、城郊街道、于家房镇、朱家房镇、冷子堡镇、刘二堡镇、新民屯镇、满都户镇、杨士岗镇、肖寨门镇、长滩镇、四方台镇、六间房镇、养士堡镇、潘家堡镇、老大房镇、大黑岗子镇、牛心坨镇和四方台农场。

## 历史
2016年1月，国务院批准撤辽中县设辽中区。2016年4月11日，辽中区正式挂牌。

## 人口
根據第七次人口普查數據，截至2020年11月1日零時，遼中區常住人口為395017人。

## 特产
辽中大米：中国地理标志产品。
辽中玫瑰
寒富苹果